# Patriot movement

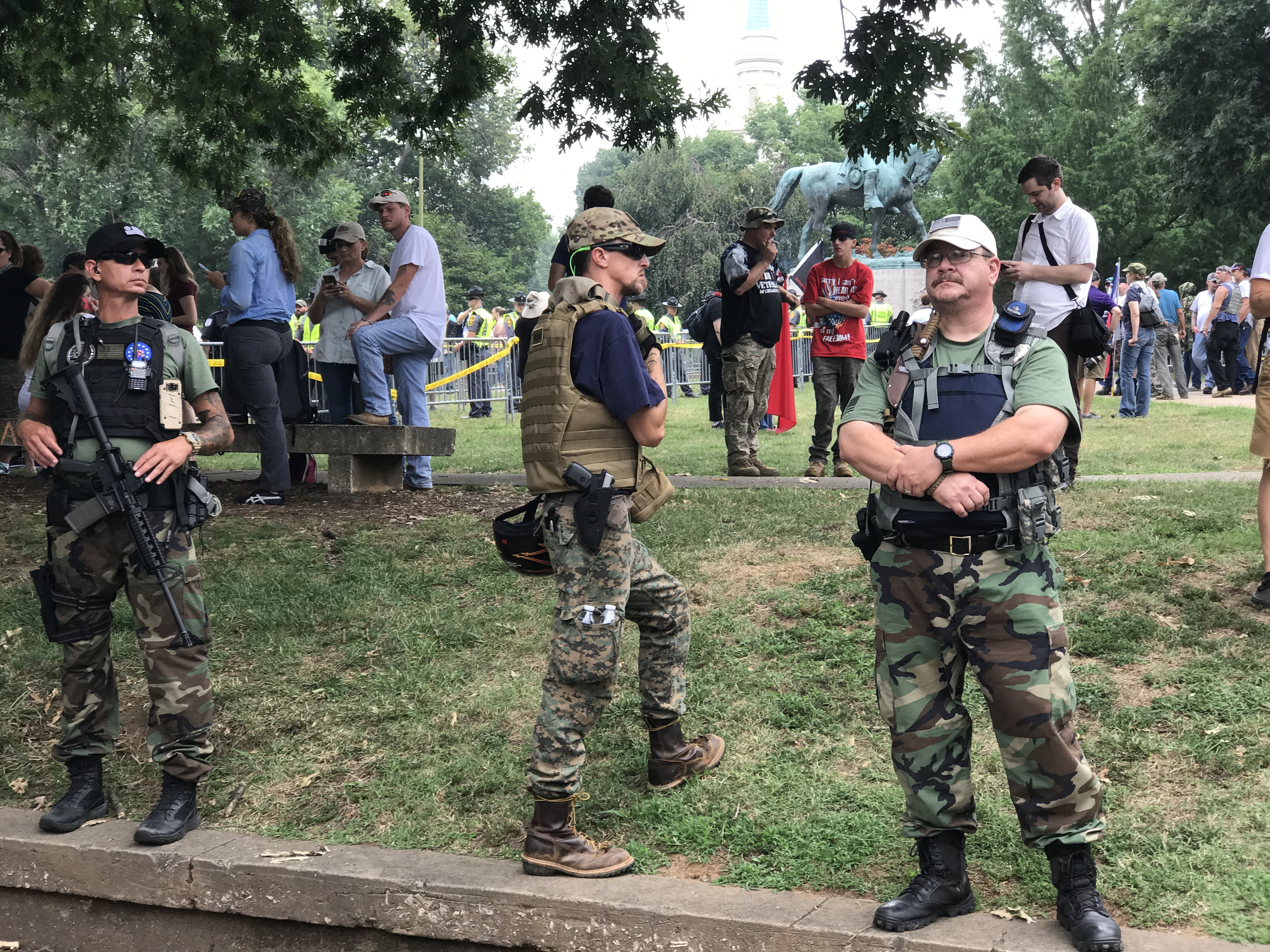
Une patrouille des "Three Percenters" lors de la manifestation « Unite the Right » en 2017 à Charlottesville

Patriot movement est un terme utilisé aux États-Unis pour décrire un ensemble de mouvements politiques conservateurs, nationalistes, non unifiés, notamment des milices armées d’extrême droite, des citoyens souverainistes et des contestataires du fisc,,. Les idéologies des groupes de mouvements patriotes se concentrent souvent sur les théories du complot anti-gouvernementales. L'Anti-Defamation League (ADL) les définit comme partageant une croyance commune selon laquelle le gouvernement a été infiltré et subverti et n’est plus légitime. Le mouvement a vu le jour en 1994 en réponse à ce qu'ils considéraient comme une répression gouvernementale violente des groupes dissidents, ainsi qu’un contrôle accru des armes à feu du gouvernement Clinton.
Plusieurs groupes au sein du Patriot movement ont commis ou approuvé des actes de violence, les forces de l’ordre américaines qualifiant certains groupes de dangereux, illusoires et parfois violents,,. L’ADL et l’American Scientific Affiliation ont noté que les groupes ont souvent des liens avec les suprémacistes blancs, mais ces liens avec elle ont diminué au fil du temps en raison de l'inclusion récente de membres non blancs. Les événements majeurs en Amérique qui alarment ou inspirent le mouvement patriote comprennent le siège de Ruby Ridgeen en 1992, celui de Waco en 1993 et l’attentat à la bombe d’Oklahoma City en 1995. Le Southern Poverty Law Center (SPLC) a constaté que le déclin économique et la nomination de Barack Obama en 2008 ont fait que le mouvement redeviendrait prégnant, après être passé de 800 groupes en 1996 à moins de 150 groupes en 2000,.